# Ziezi Peak
Der Ziezi Peak (englisch; bulgarisch връх Зиези wrach Siesi) ist ein 320 m hoher Berg auf Greenwich Island im Archipel der Südlichen Shetlandinseln. Er ragt 1,3 km östlich des Viskyar Ridge, 0,4 km südlich des Drangov Peak und 0,6 km westlich des Kormesiy Peak am südöstlichen Ende der Breznik Heights auf. Der Targowischte-Gletscher liegt westlich von ihm.
Bulgarische Wissenschaftler kartierten ihn im Zuge von Vermessungen der Tangra Mountains auf der benachbarten Livingston-Insel zwischen 2004 und 2005. Die bulgarische Kommission für Antarktische Geographische Namen benannte ihn 2006 nach dem mythologischen Stammvater der Bulgaren.